# Humberston Wright
Humberston Wright foi um ator de cinema britânico, nascido em 1885, em Londres, Inglaterra.  Ele foi às vezes creditado como Humberstone Wright.

## Filmografia selecionada
- Thelma (1918)
- God's Clay (1919)
- The Garden of Resurrection (1919)
- Henry, King of Navarre (1924)
- Greywater Park (1924)
- Cragmire Tower (1924)
- The Love Story of Aliette Brunton (1924)
- The Squire of Long Hadley (1925)
- The Flag Lieutenant (1926)
- London Love (1926)
- Safety First (1926)
- Mademoiselle from Armentieres (1926)
- Hindle Wakes (1927)
- Roses of Picardy (1927)
- A Sister to Assist 'Er (1927)
- The Flight Commander (1927)
- The Arcadians (1927)
- The Glad Eye (1927)
- The Physician (1928)
- Boadicea (1928)
- What Money Can Buy (1928)
- Mademoiselle Parley Voo (1928)
- Sailors Don't Care (1928)
- Master and Man (1929)
- High Treason (1929)
- Waterloo (1929)
- White Cargo (1929)
- Alf's Button (1930)
- Down River (1931)
- The Marriage Bond (1932)
- Detective Lloyd (1932)
- Congress Dances (1932)
- Commissionaire (1933)
- The House of Trent (1933)
- Strictly Illegal (1935)
- In a Monastery Garden (1935)
- Young and Innocent (1937)
- Escape Dangerous (1947)